# Éditions Verdier
Éditions Verdier es una editorial francesa fundada en 1979 en Lagrasse (Aude).

## Historia
Verdier fue creada por Gérard Bobillier, Colette Olive, Michèle Planel y Benoît Rivero en 1979. La primera colección fue confiada a los poetas Benny Lévy y Charles Mopsik, próximos a la poesía proletaria. Su primer título apareció el 16 de julio de 1979.
La editorial publica en distintas disciplinas : literatura, ciencias humanas, filosofía y religiones. En 1990 el Ministerio de Cultura italiano destacó su colección « Terra d'Altri » con el premio nacional de traducción. En mayo de 2007, la editorial estrenó su formato de bolsillo : « Verdier/poche ».

#### Premios literarios
Entre los premios literarios otorgados a sus títulos destaca en 1997 el premio Louis Guilloux a La Grande Beune, de Pierre Michon. En 2001, La Demande, de Michèle Desbordes, obtuvo el premio Flaïano de literatura extranjera. Al año siguiente, Pierre Michon con Abbés y Corps du roi obtuvo el premio Décembre. En 2009, Les Onze, también de Pierre Michon, obtuvo el Gran Premio de Novela de la Academia Francesa. En 2012, Les Œuvres de miséricorde, de Mathieu Riboulet, obtuvo el premio Décembre. Y Solène, de François Dominique, el premio Charles Brisset. En 2020, Avant que j'oublie, d'Anne Pauly, obtuvo el premio Livre Inter y en 2021, Mahmoud ou la montée des eaux, de Antoine Wauters, el premio Wepler y el premio Marguerite Duras.